# قصر أكاساكا

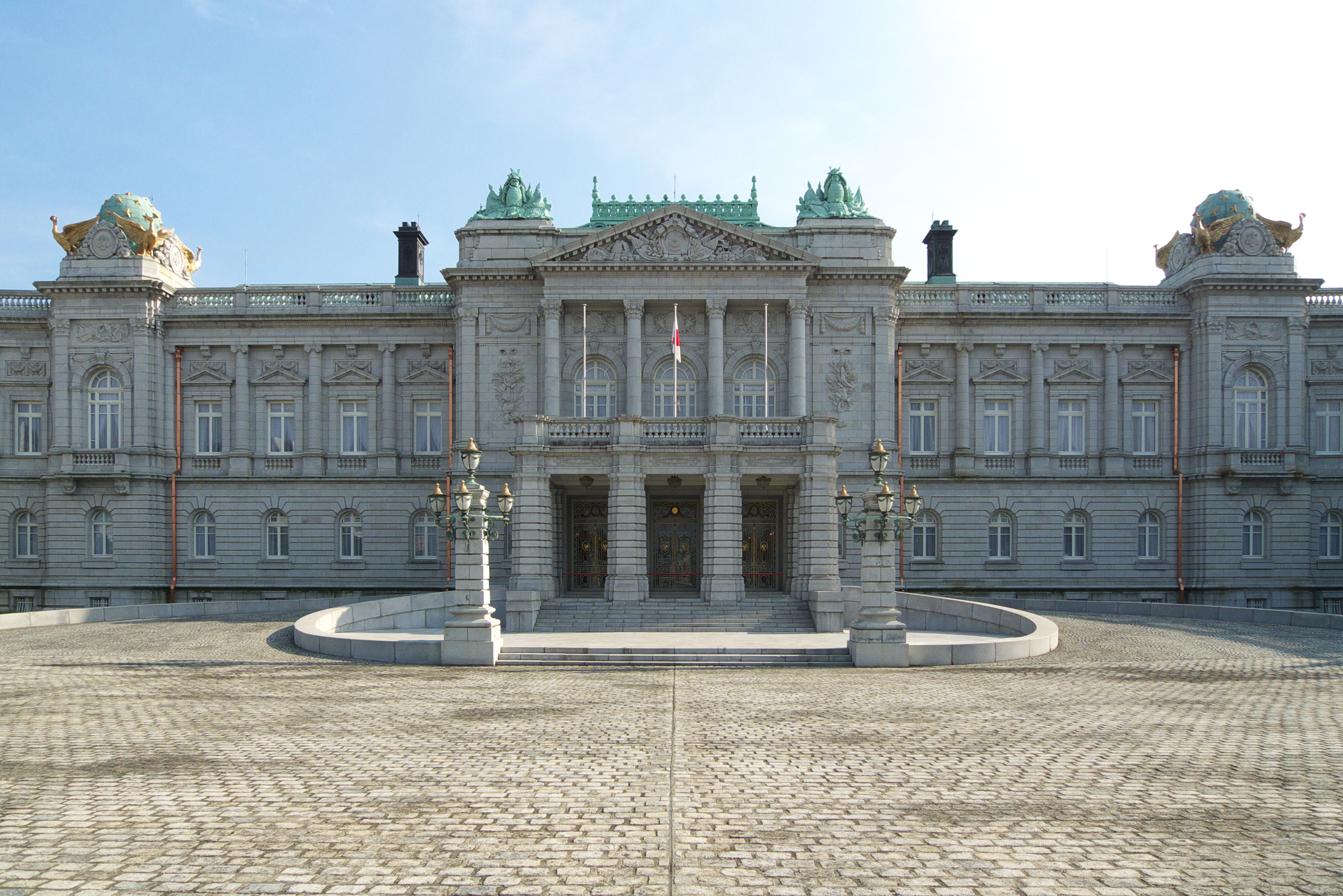
مدخل قصر أكاساكا

قصر أكاساكا هو مكان لاستقبال ضيوف الدولة اليابانية ويسمى (باليابانية: 迎賓館 غيهينكان) يقع في أكاساكا، طوكيو وتحول إلى قصر لاستقبال الضيوف عام 1974، وقبل ذلك كان تابعاً للقصر الإمبراطوري.
تبلغ مساحة القصر 117 ألف متر مربع وبني عام 1909 وكان مخصصاً لسكن ولي العهد الإمبراطوري. بعد الحرب العالمية الثانية، انتقلت ملكية القصر من الإمبراطور إلى الدولة، واستخدم كمكتبة البرلمان في الفترة (1948 - 1961)، وكالة القضاء، (1948 - 1960)، لجنة تنظيم أولمبياد طوكيو (1961 - 1965) قبل أن يتحول أخيراً إلى مكان لإقامة ضيوف الدولة في العام 1974.